# Bobèche (circense)
Bobèche, pseudonimo di Antonio Manderlait, oppure Jean Antoine Anne Mandelard (Parigi, 25 febbraio 1791 – Rouen, 1841), è stato un attore teatrale e circense francese, ma soprattutto un clown.

## Biografia

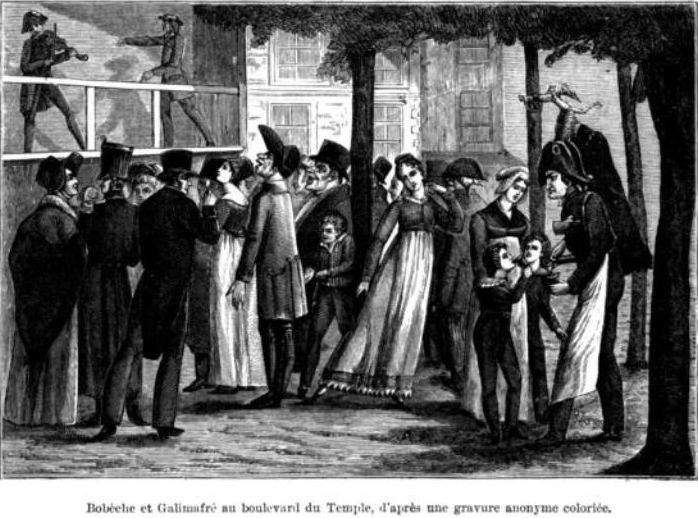
Bobèche e Galimafré al Boulevard du temple, raffigurati in una stampa anonima a colori (1885)

Antonio Manderlait, meglio conosciuto come Bobèche, fu un clown teatrale francese, molto popolare ai tempi del Primo Impero francese e della Restaurazione.
Era figlio di un tappezziere del faubourg di St. Antoinee, e da bambino, Manderlait lavorò come disegnatore assieme ad Auguste Guérin (1791-1870), nel laboratorio del padre. I due giovani abbandonarono entrambi il laboratorio e decisero di dedicarsi alla recitazione comica, che era la loro passione.
Successivamente furono reclutati da un maestro acrobata di strada chiamato Dromale: Mandelot assunse lo pseudonimo di Bobèche e Guérin quello di Galimafré ed esordirono a Versailles nel 1809.
Questi due comici ottennero grande successo recitando al Boulevard du Temple, nelle parate e sui palcoscenici delle fiere parigine per vent'anni, in un periodo in cui gli spettacoli erano molto apprezzati.
Bobèche era un ragazzo alto, magro ed emaciato, che indossava un costume in stile Normandia, composto da calzoni gialli, calze fantasia, una giacca rossa, una parrucca color paglia e un piccolo cappello a forma di farfalla. Un cronista scrisse: «Bobèche era originale, miscelando Janot e Jocrisse, entrambi creati dalla fantasia di Dorvigny: il suo viso era distinto, i suoi modi timidi, ma questa sardonica timidezza rivela quella che viene definita "una persona vacua di Sologne", che è un tipo astuto, scaltro e mansueto, riesco ancora a immaginare il suo occhio semichiuso, il suo sorrisino caustico, il labbro inferiore sollevato per dare al suo aspetto un aspetto stupito e sincero: era un comico in questo grande cappotto rosso, e sotto quel cappello grigio, con le corna, decorato con una farfalla!».
Bobèche era fine, ironico, soprattutto nelle allusioni politiche, quanto grossolano e tonto il compagno.